# Cryptocoryne purpurea
Cryptocoryne purpurea är en kallaväxtart som beskrevs av Henry Nicholas Ridley. Cryptocoryne purpurea ingår i släktet Cryptocoryne och familjen kallaväxter. Inga underarter finns listade.